# Štandarac (stup)
Štandarac je tradicionalno kameno postolje za zastavu, karakteristično za primorske gradove koji su bili pod utjecajem Mletačke Republike. Naziv potječe od talijanske riječi „stendardo”, što znači barjak ili zastava.
Povijesni izvori o štandarcima u Hrvatskoj sežu barem do 15. stoljeća. Prvi arhivski zapisi o hvarskom štandarcu datiraju iz 1446. godine, kada je hvarska vlastela tražila od mletačke vlasti barjak, iako iz dokumenta nije jasno je li štandarac već bio postavljen ili se tek planirala njegova izgradnja.
Štandarac je primarno služio kao postolje za isticanje zastave, najčešće barjaka Mletačke Republike, a kasnije drugih državnih ili gradskih obilježja. Osim toga, prema predaji, štandarac je često imao i funkciju stupa srama, gdje su kažnjenici bili izvrgnuti javnom ruglu. Na tim mjestima su se također čitali javni proglasi i važne objave gradskih vlasti.
Tipičan štandarac sastoji se od kamenog postolja s dekorativnim elementima. Hvarski štandarac, jedan od najpoznatijih primjera u Hrvatskoj, ima glavu s profilacijom od polukrugova. Na njemu se nalazi mletački grb s lavom sv. Marka. Brigu o zastavi, njezinom podizanju i spuštanju vodila su posebna društva. 
Štandarci su i danas važni simboli kulturnog i povijesnog nasljeđa primorskih gradova. Mnogi su obnovljeni i služe svojoj izvornoj svrsi kao postolja za zastave prilikom svečanosti. Neki štandarci, poput onog u Splitu, postali su predmetom suvremenih povijesnih i političkih rasprava, što dodatno naglašava njihovu važnost kao svjedoka povijesnih mijena.